# (10074) Van den Berghe
(10074) Van den Berghe ist ein Asteroid des Hauptgürtels, der am 3. April 1989 vom belgischen Astronomen Eric Walter Elst am La-Silla-Observatorium (IAU-Code 809) der Europäischen Südsternwarte in Chile entdeckt wurde.
Der Asteroid wurde am 8. Oktober 2014 nach dem belgischen Maler des Impressionismus und Expressionismus Frits Van den Berghe (1883–1939) benannt, der ab 1904 als Impressionist tätig war und sich nach seinem Umzug in die Niederlande unter dem Einfluss von Gustave de Smet dem Expressionismus zuwandte.